# Amynthas poropapillatus
Amynthas poropapillatus is een ringworm uit de familie van de Megascolecidae. De wetenschappelijke naam van de soort werd voor het eerst geldig gepubliceerd in 2020 door Nguyen, Lam, Trinh en Nguyen.